# Fonteny (Moselle)
Pour les articles homonymes, voir Fonteny.
Fonteny est une commune française située dans le département de la Moselle en région Grand Est.

## Géographie

### Localisation
| Viviers                  | Oron       | Vannecourt      |
|                          | Fonteny    | Vaxy Gerbécourt |
| Laneuveville-en-Saulnois | Amelécourt | Lubécourt       |

### Hydrographie
La commune est située dans le bassin versant du Rhin au sein du bassin Rhin-Meuse. Elle est drainée par le ruisseau de l'Étang de Fonteny et le ruisseau de l'Etang.

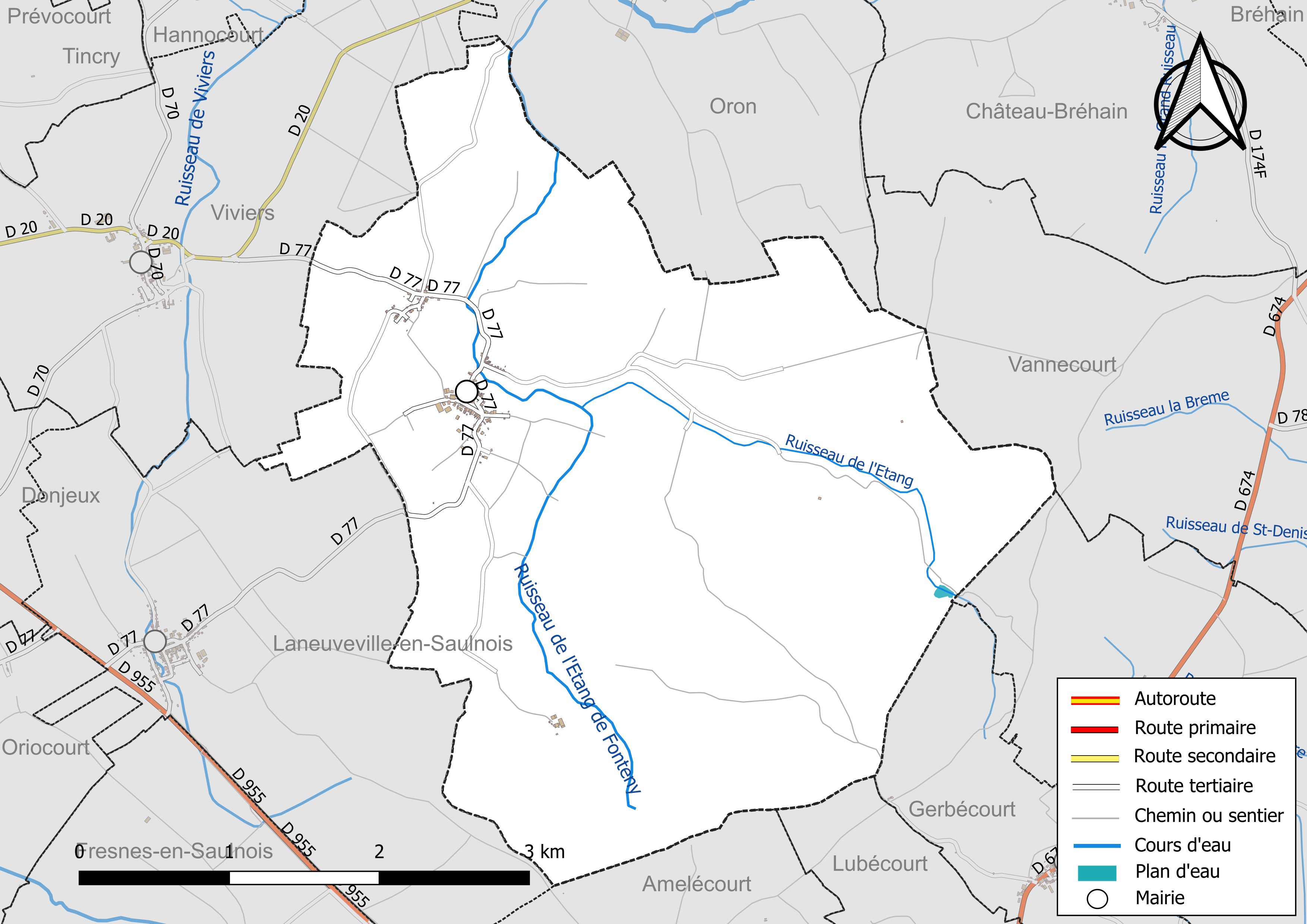
Réseaux hydrographique et routier de Fonteny.

### Climat
Pour des articles plus généraux, voir Climat du Grand Est et Climat de la Moselle.
En 2010, le climat de la commune est de type climat des marges montargnardes, selon une étude du Centre national de la recherche scientifique s'appuyant sur une série de données couvrant la période 1971-2000. En 2020, Météo-France publie une typologie des climats de la France métropolitaine dans laquelle la commune est exposée à un climat semi-continental et est dans la région climatique  Lorraine, plateau de Langres, Morvan, caractérisée par un hiver rude (1,5 °C), des vents modérés et des brouillards fréquents en automne et hiver. 
Pour la période 1971-2000, la température annuelle moyenne est de 9,7 °C, avec une amplitude thermique annuelle de 16,9 °C. Le cumul annuel moyen de précipitations est de 792 mm, avec 11,8 jours de précipitations en janvier et 9,2 jours en juillet. Pour la période 1991-2020, la température moyenne annuelle observée sur la station météorologique de Météo-France la plus proche, « Lesse_sapc », sur la commune de Lesse à 10 km à vol d'oiseau, est de 10,7 °C et le cumul annuel moyen de précipitations est de 694,0 mm. 
La température maximale relevée sur cette station est de 40 °C, atteinte le 25 juillet 2019 ; la température minimale est de −20,7 °C, atteinte le 20 décembre 2009,,. 
Les paramètres climatiques de la commune ont été estimés pour le milieu du siècle (2041-2070) selon différents scénarios d'émission de gaz à effet de serre à partir des nouvelles projections climatiques de référence DRIAS-2020. Ils sont consultables sur un site dédié publié par Météo-France en novembre 2022.

## Urbanisme

### Typologie
Au 1er janvier 2024, Fonteny est catégorisée commune rurale à habitat dispersé, selon la nouvelle grille communale de densité à sept niveaux définie par l'Insee en 2022.
Elle est située hors unité urbaine. Par ailleurs la commune fait partie de l'aire d'attraction de Metz, dont elle est une commune de la couronne,. Cette aire, qui regroupe 245 communes, est catégorisée dans les aires de 200 000 à moins de 700 000 habitants,.

### Occupation des sols
L'occupation des sols de la commune, telle qu'elle ressort de la base de données européenne d’occupation biophysique des sols Corine Land Cover (CLC), est marquée par l'importance des territoires agricoles (55,5 % en 2018), une proportion identique à celle de 1990 (55,5 %). La répartition détaillée en 2018 est la suivante : 
forêts (44,5 %), terres arables (28,8 %), prairies (26,7 %). L'évolution de l’occupation des sols de la commune et de ses infrastructures peut être observée sur les différentes représentations cartographiques du territoire : la carte de Cassini (XVIIIe siècle), la carte d'état-major (1820-1866) et les cartes ou photos aériennes de l'IGN pour la période actuelle (1950 à aujourd'hui).

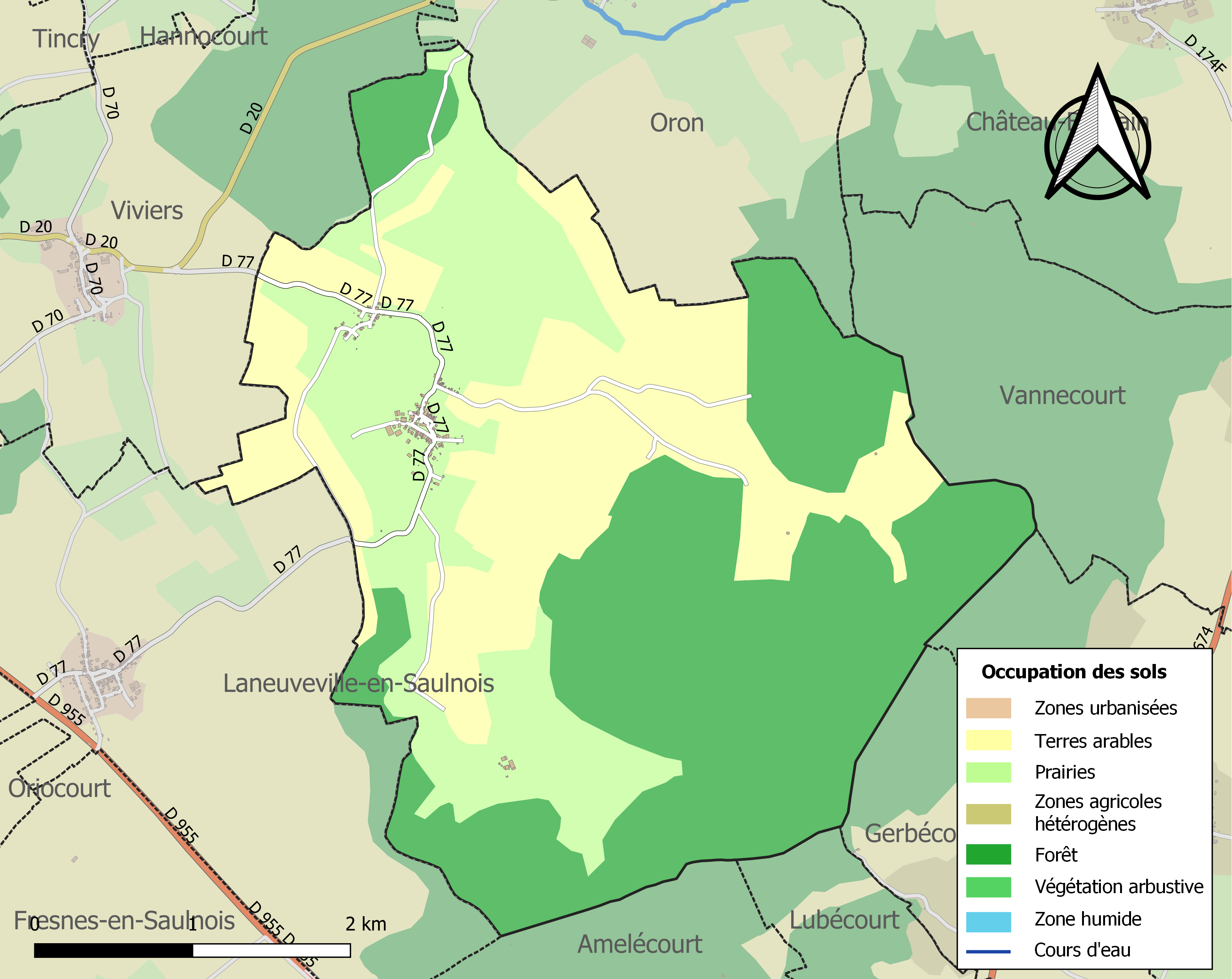
Carte des infrastructures et de l'occupation des sols de la commune en 2018 (CLC).

## Toponymie
- Anciennes mentions : Fonteniex et Fonteneirs (1129), Fontinier (1362), Fontheny (1477), Fonteney (1793), Fontigny (1801), Fonteningen (1915–1918), Springen (1940–1944).
- C’est un dérivé de fontaine, qui provient du mot latin fons signifiant « source ».

## Histoire
- Village de la baronnie de Viviers.
- Absorbe la commune de Faxe en 1886.
- De 1790 à 2015, Fonteny est une commune de l'ancien canton de Delme.
- À partir de novembre 1940, la ville de Saint-Junien (Haute-Vienne) accueille des habitants réfugiés de Fonteny[13]

## Politique et administration
| Période                                  | Période   | Identité      | Étiquette | Qualité |
| ---------------------------------------- | --------- | ------------- | --------- | ------- |
| mars 1983                                | mars 2008 | Gérard Huchot |           |         |
| mars 2008                                | En cours  | Alain Donatin |           |         |
| Les données manquantes sont à compléter. |           |               |           |         |

## Démographie
L'évolution du nombre d'habitants est connue à travers les recensements de la population effectués dans la commune depuis 1793. Pour les communes de moins de 10 000 habitants, une enquête de recensement portant sur toute la population est réalisée tous les cinq ans, les populations de référence des années intermédiaires étant quant à elles estimées par interpolation ou extrapolation. Pour la commune, le premier recensement exhaustif entrant dans le cadre du nouveau dispositif a été réalisé en 2006.

En 2022, la commune comptait 141 habitants, en évolution de −2,08 % par rapport à 2016 (Moselle : +0,52 %, France hors Mayotte : +2,11 %).
| 1793 | 1800 | 1806 | 1821 | 1831 | 1836 | 1841 | 1846 | 1851 |
| ---- | ---- | ---- | ---- | ---- | ---- | ---- | ---- | ---- |
| 913  | 360  | 381  | 403  | 424  | 450  | 444  | 425  | 435  |

| 1856 | 1861 | 1871 | 1875 | 1880 | 1885 | 1890 | 1895 | 1900 |
| ---- | ---- | ---- | ---- | ---- | ---- | ---- | ---- | ---- |
| 434  | 462  | 398  | 352  | 341  | 420  | 413  | 417  | 405  |

| 1905 | 1910 | 1921 | 1926 | 1931 | 1936 | 1946 | 1954 | 1962 |
| ---- | ---- | ---- | ---- | ---- | ---- | ---- | ---- | ---- |
| 375  | 346  | 274  | 266  | 239  | 245  | 171  | 152  | 177  |

| 1968 | 1975 | 1982 | 1990 | 1999 | 2006 | 2011 | 2016 | 2021 |
| ---- | ---- | ---- | ---- | ---- | ---- | ---- | ---- | ---- |
| 135  | 130  | 123  | 104  | 118  | 117  | 135  | 144  | 141  |

| 2022 | - | - | - | - | - | - | - | - |
| ---- | - | - | - | - | - | - | - | - |
| 141  | - | - | - | - | - | - | - | - |

## Culture locale et patrimoine

### Lieux et monuments
- Vestiges gallo-romains : tessons IIe siècle, bronze d'Hadrien.
- Grande église Saint-Lambert 1823 à trois nefs : clocher ancien fortifié ; stalles XVIIIe siècle, tableau du martyre de saint Lambert.

### Héraldique
| Blason de Fonteny (Moselle) | Blason  | D'or à la fasce ondée d'azur accompagnée de trois feuilles de hêtre de sinople posées en pairle. |
| Blason de Fonteny (Moselle) | Détails |                                                                                                  |